# Eion Bailey

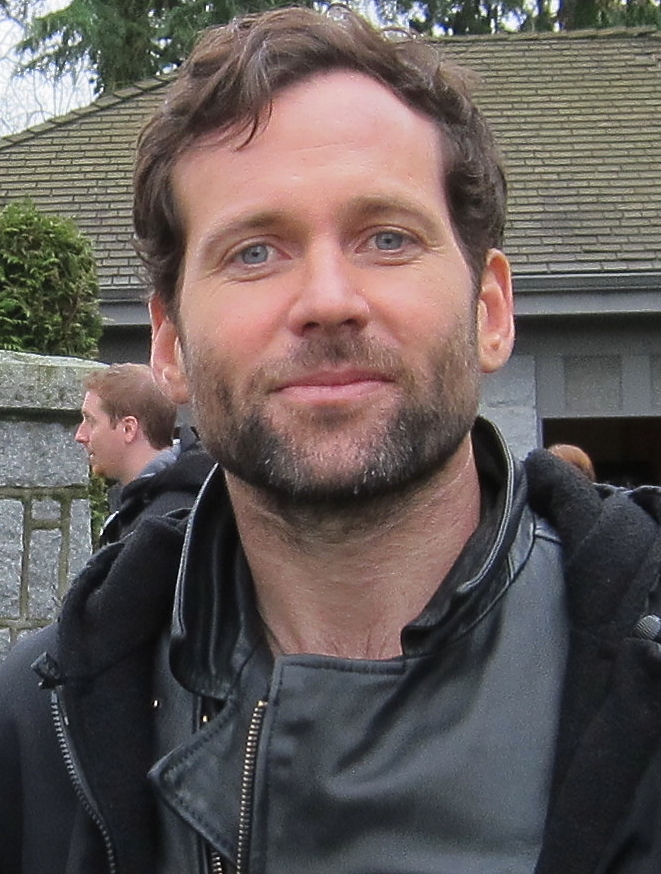
Eion Bailey (2012)

Eion Francis Hamilton Bailey (Santa Ynez, 8 juni 1976) is een Amerikaans acteur.

## Biografie
Bailey is geboren en getogen in Santa Ynez waar zijn vader een klein luchtvaartmaatschappij bezat dat mensen in de staat Californië vervoerde. Op twaalfjarige leeftijd kreeg hij vlieglessen van zijn vader. Tot de high school wist hij nog niet wat hij voor toekomst had maar daar kwam hij in aanraking met het acteren in toneelstukken en besloot toen om acteur te worden. Na zijn high school nam hij acteerlessen aan de American Academy of Dramatic Arts in New York en hierna heeft hij nog even gestudeerd aan de Santa Barbara City College in Santa Barbara (Californië). 

## Filmografie
Uitgezonderd korte films.
- 2020 Deliver by Christmas - als Josh
- 2017 Switched for Christmas - als Tom Kinder
- 2017 Extortion - als Kevin Riley
- 2016 Who Killed JonBenét? - als rechercheur Steve Thomas
- 2011 Grace – als Adam Knower
- 2009 The Canyon – als Nick Conway
- 2009 (Untitled) – als Josh Jacobs
- 2009 House Rules – als Alan Levi
- 2009 Can Openers – als Peter
- 2009 Anatomy of Hope – als Bill Morgan
- 2008 A House Divided – als Romi Meir
- 2006 Candles on Bay Street – als Sam
- 2006 Orpheus – als ??
- 2005 Sexual Life – als David
- 2005 Life of the Party – als Michael Elgin
- 2004 Mindhunters – als Bobby Whitman
- 2003 And Starring Pancho Villa as Himself – als Frank Thayer
- 2002 The Scoundrel's Wife – als Jack Burwell
- 2001 Send and a Match – als Sid
- 2000 Almost Famous – als Jann Wenner
- 2000 Center Stage – als Jim
- 2000 The Young Unknowns – als Joe
- 1999 Fight Club – als Ricky
- 1997 A Better Place – als Ryan

### Televisieseries
Uitgezonderd eenmalige gastrollen.
- 2022-2023 From - als Jim Matthews - 20 afl.
- 2020-2021 The Stand - als Teddy Weizak - 4 afl.
- 2018 All American - als coach Skolnick - 2 afl.
- 2017 The Last Tycoon - als Clint Frost - 3 afl.
- 2012-2017 Once Upon a Time – als August W. Booth – 21 afl.
- 2015 Stalker - als Ray Matthews - 6 afl.
- 2014 Ray Donovan - als Steve Knight - 5 afl.
- 2010-2011 Covert Affairs – als Ben Mercer – 7 afl.
- 2010 Dirty Little Secret – als Jack – 10 afl.
- 2004-2005 ER – als Jake Scanlon – 10 afl.
- 2001 Band of Brothers – als David Kenyon Webster – 6 afl.
- 1998 Significant Others – als Cambell Chasen – 6 afl.
- 1998 Dawson's Creek – als Billy Konrad

- Biblioteca Nacional de España: XX5018911
- Gemeinsame Normdatei: 1072240734
- International Standard Name Identifier: 0000 0000 4839 2411
- Library of Congress Control Number: no2004097197
- Nationale Bibliotheek van Tsjechië: xx0150226
- Nationale Bibliotheek van Israël: 987007350495505171
- Virtual International Authority File: 4710149296280980670005